# Suffizienz (Politik)
Unter Suffizienz (von lat. sufficere, dt. ausreichen) wird die Wirkmächtigkeit individuell eigenverantwortlich gewählter Orientierungen in Ressourcenverbrauchsmustern (oder Konsummustern) verstanden, die darauf hinwirkt, mit getätigten Verbräuchen innerhalb der Grenzen der ökologischen Tragfähigkeit der Erde zu bleiben. Dabei können jeweilige Nutzenbündel von ressourcenverbrauchenden (oder konsumierenden) Handlungen im Rahmen praktisch gegebener Umsetzungsmöglichkeiten sich im Laufe der Zeit ändern oder variieren.

## Nähere begriffliche Eingrenzung
Der Begriff der Suffizienz steht in der Nachhaltigkeitsforschung, Umwelt- und Naturschutzpolitik für das Bemühen um einen möglichst nachhaltigkeitskonformen und umweltverträglichen Rohstoff- und Energieverbrauch. Im Endeffekt läuft das Konzept der Suffizienz auf einen schonenden Umgang mit Ressourcen hinaus.
Eine der Schlüsselfragen, die bei der Realisierung des Konzepts der Suffizienz maßgeblich behilflich sein kann, ist die Frage „Was brauche ich wirklich?“. Die Frage kann dabei helfen, Lebensbereiche ausfindig zu machen, in denen eine Begrenzung individueller Verbräuche leichter fällt und andere, in denen dies schwerer der Fall ist. Dadurch können im Alltag Prioritäten gesetzt werden und individuelle Verbräuche leichter auf Suffizienz hin ausgerichtet werden. Das Suffizienzkonzept adressiert in seiner einfachen Form zunächst den verantwortungsbewussten Menschen als Individuum. Zahlreiche Wissenschaftler wollen jedoch Suffizienz nicht als rein individuelle Lebensstilfrage diskutiert und verstanden wissen (vgl. etwa Oliver Stengel, Manfred Linz, Sachverständigenrat für Umweltfragen etc.). Vielmehr wollen sie das Konzept der Suffizienz dazu verwenden, auf Verbräuche von Teilen der Gesellschaft einzuwirken, mit nachhaltigkeitsorientierten Diskursen, Ideen und Maßnahmen dazu beitragen, den Klimawandel abzubremsen, d. h. sie wollen dem Konzept der Suffizienz ein so weitreichendes Begriffsverständnis mitgeben, dass es für die Sphäre des Politischen nutzbar wird.
In der Nachhaltigkeitsdiskussion wird Suffizienz häufig komplementär (ergänzend) zu Ökoeffizienz und Konsistenz gesehen. Der Begriff wird im Sinne der Frage nach dem rechten Maß sowohl in Bezug auf Selbstbegrenzung, Konsumverzicht oder sogar Askese, aber auch Entschleunigung und dem Abwerfen von Ballast gebraucht. In allen Fällen geht es um Verhaltensänderungen (insbesondere) als Mittel des Umweltschutzes – im Gegensatz zu technischen Umweltschutzstrategien wie einer gesteigerten Energie- und Ressourceneffizienz oder dem vermehrten Einsatz regenerativer Ressourcen (Konsistenz).
Der Begriff wurde im deutschsprachigen Raum 1993 erstmals von Wolfgang Sachs verwendet. Im Französischen wird er mit Sobriété économique und im Englischen mit Eco-Sufficiency gleichgesetzt. Sachs erklärte den Begriff so:

„Einer naturverträglichen Gesellschaft kann man in der Tat nur auf zwei Beinen näherkommen: durch eine intelligente Rationalisierung der Mittel wie durch eine kluge Beschränkung der Ziele. Mit anderen Worten: die „Effizienzrevolution“ bleibt richtungsblind, wenn sie nicht von einer „Suffizienzrevolution“ begleitet wird.“

Sachs definierte Suffizienz als Entschleunigung, Entflechtung, Entkommerzialisierung und Entrümpelung. Manfred Linz beschreibt Suffizienz als die Frage nach dem rechten Maß und definiert die Öko-Suffizienz als „Lebens- und Wirtschaftsweise, die dem übermäßigen Verbrauch von Gütern und damit Stoffen und Energie ein Ende setzt“ und damit Ökoeffizienz und Konsistenz flankiert. Dies kann durch eine geringe Nachfrage nach Gütern und Dienstleistungen, die einen hohen Ressourcenverbrauch erfordern, erreicht werden. Das nötige Umdenken wird als schwieriger als die Adaptionen neuer Technologien eingeschätzt.

„Die Suffizienz ist politisch ungleich heikler als die Effizienzfrage.“

## Erweiterung der Begriffsdefinition
In einem Diskussionsbeitrag erweitert der Sachverständigenrat für Umweltfragen (SRU) den Begriff der Suffizienz von der individuellen auf eine gesellschaftliche Ebene. Ausgehend vom Grundverständnis, dass die Ressourcen der Erde für alle ausreichen sollten, wird die Notwendigkeit einer gemeinschaftlichen Genügsamkeit abgeleitet.
Suffizienz wird als ausgleichendes Element verstanden, das zwischen den Freiheitsansprüchen von Menschen mit hohem Konsum auf der einen Seite und Menschen mit niedrigem Konsum sowie jungen und künftigen Generationen auf der anderen Seite ausgleicht.
Es wird argumentiert, dass es keinen begründbaren Anspruch darauf gäbe, den eigenen ressourcenintensiven Lebensstil als moralisch vertretbar zu betrachten, während die damit eingeschränkten Freiheitsansprüche anderer nicht berücksichtigt werden.

## Forschung
Die Suffizienz-Forschung hinterfragt, welche persönlichen, sozialen und politischen Bedingungen einer Orientierung an maßvollem Verbrauch im Weg stehen und wie sich diese Hemmnisse überwinden lassen. Dies schließt ein, wie das Konsumverhalten der Wegwerfgesellschaft und die Bindung des Wohlstandsverständnisses an materielle Güter veränderbar ist und welche Folgen maßvolles Handeln in Privathaushalten, Unternehmen und Institutionen für Wirtschaftsstruktur und Wirtschaftswachstum hat. Die Jahrestagung 2011 der Vereinigung für Ökologische Ökonomie stellt Suffizienz hierbei in das Spannungsfeld zwischen Glück und Verzicht.
Genauso wie die Ökoeffizienz ist auch die Suffizienz nicht frei von Rebound-Effekten. Eine zentrale offene Forschungsfrage lautet, inwieweit für einen wirksamen Umweltschutz neben technischen Maßnahmen (wie Effizienz und Konsistenz) tatsächlich Suffizienz erforderlich ist. Die drohenden Rebound-Effekte primär bei der Effizienz sind ein Argument für die Notwendigkeit der Suffizienz, aber auch das Problemausmaß in Bereichen wie Klimawandel, Ressourcenknappheit oder Biodiversitätsverlust.

## Rezeption
George Monbiot fasste seine Vorstellungen einer nachhaltigen Wirtschaftsweise mit weitgehend geteiltem Eigentum als Regulativ des Ressourcenverbrauchs als „private Suffizienz, öffentlicher Luxus“ (private sufficiency, public luxury) zusammen.